# Vishavjeet Singh
Pour les articles homonymes, voir Singh.
Vishavjeet Singh, né le 20 mars 2002 à Patiala,, est un coureur cycliste indien. Il participe à des compétitions sur route et sur piste. 

## Biographie
En 2018, Vishavjeet Singh est sacré champion national du contre-la-montre chez les moins de 17 ans. L'année suivante, il se classe troisième du championnat d'Inde du contre-la-montre juniors. Il devient ensuite double champion d'Inde sur route en 2021, dans la course en ligne juniors et le contre-la-montre espoirs. 
En 2022, il devient champion national dans la poursuite individuelle et l'omnium. Il décroche également deux médailles de bronze aux championnats d'Asie, dans la poursuite individuelle et la poursuite par équipes. La même année, il représente son pays aux Jeux du Commonwealth, où il se classe sixième de la poursuite par équipes, treizième du scratch et dix-huitième de la poursuite individuelle. 
En 2023, il est champion d'Inde de poursuite et du kilomètre. Il termine par ailleurs sixième de la poursuite par équipes aux Jeux asiatiques, sous les couleurs de la délégation indienne. Sur route, il finit deuxième du championnat d'Inde du contre-la-montre, derrière son compatriote Naveen John.

## Palmarès sur route

### Par année
- 2018
  -  Champion d'Inde du contre-la-montre U17
- 2019
  - 3e du championnat d'Inde du contre-la-montre juniors
- 2021
  -  Champion d'Inde du contre-la-montre espoirs
  -  Champion d'Inde sur route juniors
- 2023
  - 2e du championnat d'Inde du contre-la-montre
- 2024
  - HCL Cyclothon
  - 2e du championnat d'Inde du contre-la-montre

### Classements mondiaux
| Année                                 | 2023  | 2024  |
| ------------------------------------- | ----- | ----- |
| Classement mondial                    | 1908e | 1834e |
| UCI Asia Tour                         | 180e  | nc    |
|                                       |       |       |
| Légende : nc = non classéSource : UCI |       |       |

## Palmarès sur piste

### Championnats d'Asie
- New Dehli 2022
  -  Médaillé de bronze de la poursuite individuelle
  -  Médaillé de bronze de la poursuite par équipes

### Championnats nationaux
- 2022
  -  Champion d'Inde de poursuite
  -  Champion d'Inde de l'omnium
  - 2e du championnat d'Inde de poursuite par équipes
- 2023
  -  Champion d'Inde de poursuite
  -  Champion d'Inde du kilomètre